# Ligurské Apeniny
Ligurské Apeniny, také Ligurský Apenin (italsky Appennino ligure) je horské pásmo nad Janovským zálivem. Tvoří nejsevernější část Apeninského pohoří, které prochází celou Itálií. Nejvyšší horou Ligurských Apenin je Monte Maggiorasca (1 799 m).

## Geografie
Západní hranice Ligurských Apenin (s Alpami) se nachází severně od města Savona, tvoří je řeka Bormida. Východní hranice pak leží severně od La Spezie, tvoří je řeka Magra. Z jihu jsou Ligurské Apeniny ohraničeny Ligurským mořem, respektive Janovským zálivem, ze severu pak Pádskou nížinou. Ligurské Apeniny leží především v Ligurii (v provinciích Savona, Janov a La Spezia), ale zasahují i do dalších italských regionů - Piedmont (provincie Alessandria), Lombardie (provincie Pavia), Emilia-Romagna (provincie Parma a Piacenza) a Toskánsko (provincie Massa a Carrara).

## Geologie
Horská pásma jsou složená z jílovců, slínovců a pískovců. Horské vrcholy mají zaoblené tvary. Směrem k Pádské nížiny jsou svahy dlouhé s hlubokými údolími. Směrem k Ligurskému moři jsou naopak krátké a stupňovité.